# Bacchisa coronata
Bacchisa coronata là một loài bọ cánh cứng trong họ Cerambycidae.